# Mesoereis koshunensis
Mesoereis koshunensis är en skalbaggsart som beskrevs av Masaki Matsushita 1933. Mesoereis koshunensis ingår i släktet Mesoereis och familjen långhorningar.
Artens utbredningsområde är Taiwan. Inga underarter finns listade i Catalogue of Life.